# Armand Paul Jousselin
Pour les articles homonymes, voir Jousselin.
Armand Paul Jousselin est un homme politique français né le 15 mai 1869 à Paris et décédé le 9 mars 1942 à Suresnes (Hauts-de-Seine).

## Biographie
Ingénieur, diplômé de l'École centrale Paris (Promotion 1892), il est industriel et négociant, à la tête d'une fabrique de chaux et ciment à La Charité-sur-Loire. Il est député de la Nièvre de 1910 à 1914, inscrit au groupe de la Gauche démocratique.
Il est enterré au cimetière du Père-Lachaise (29e division).

## Famille
Il est le fils de Paul Jousselin, ingénieur.

## Sources
- « Armand Paul Jousselin », dans le Dictionnaire des parlementaires français (1889-1940), sous la direction de Jean Jolly, PUF, 1960 [détail de l’édition]